# Sul ponte di Perati

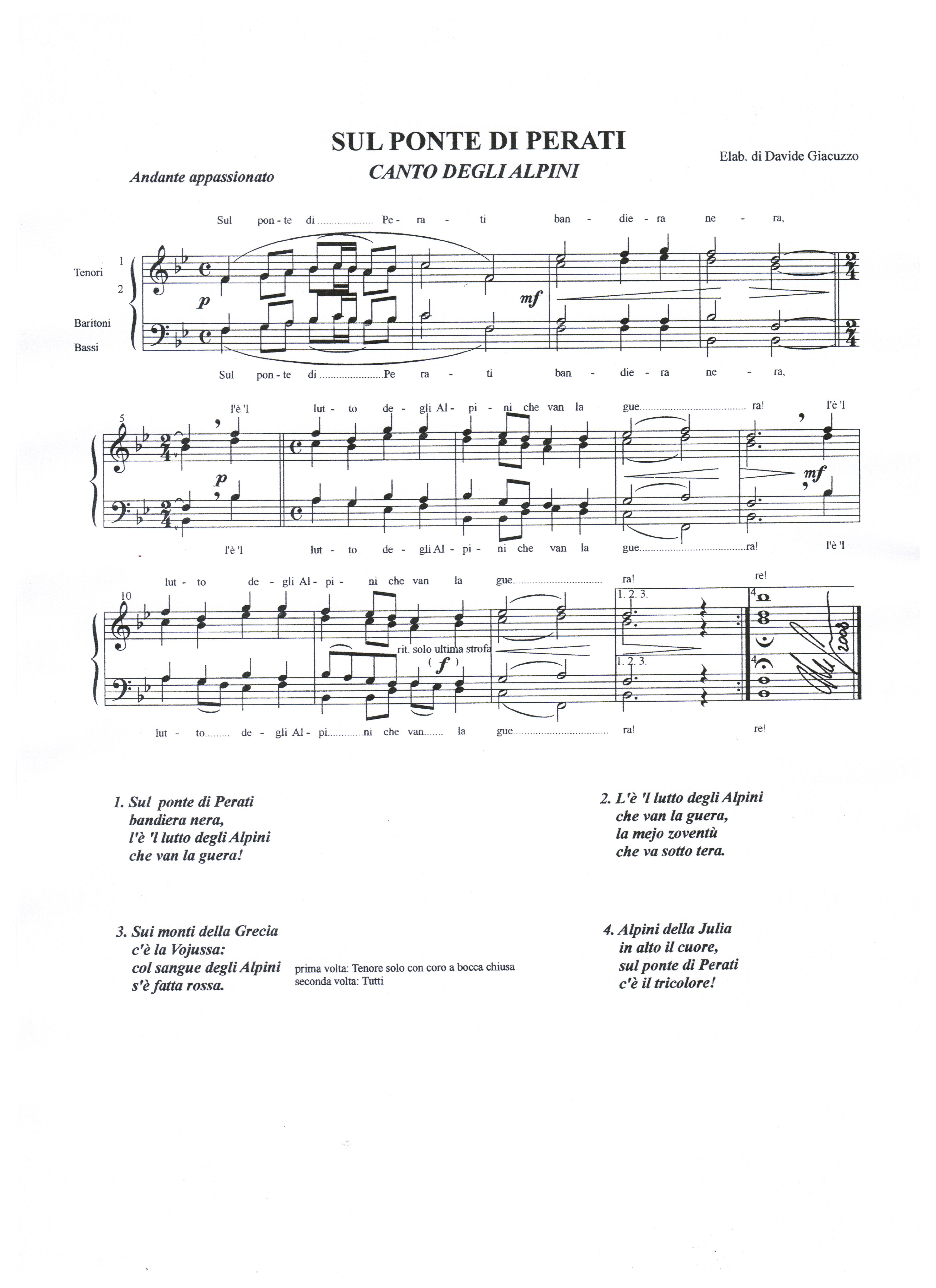
Sul ponte di Perati (elaborazione per coro virile di Davide Giacuzzo)

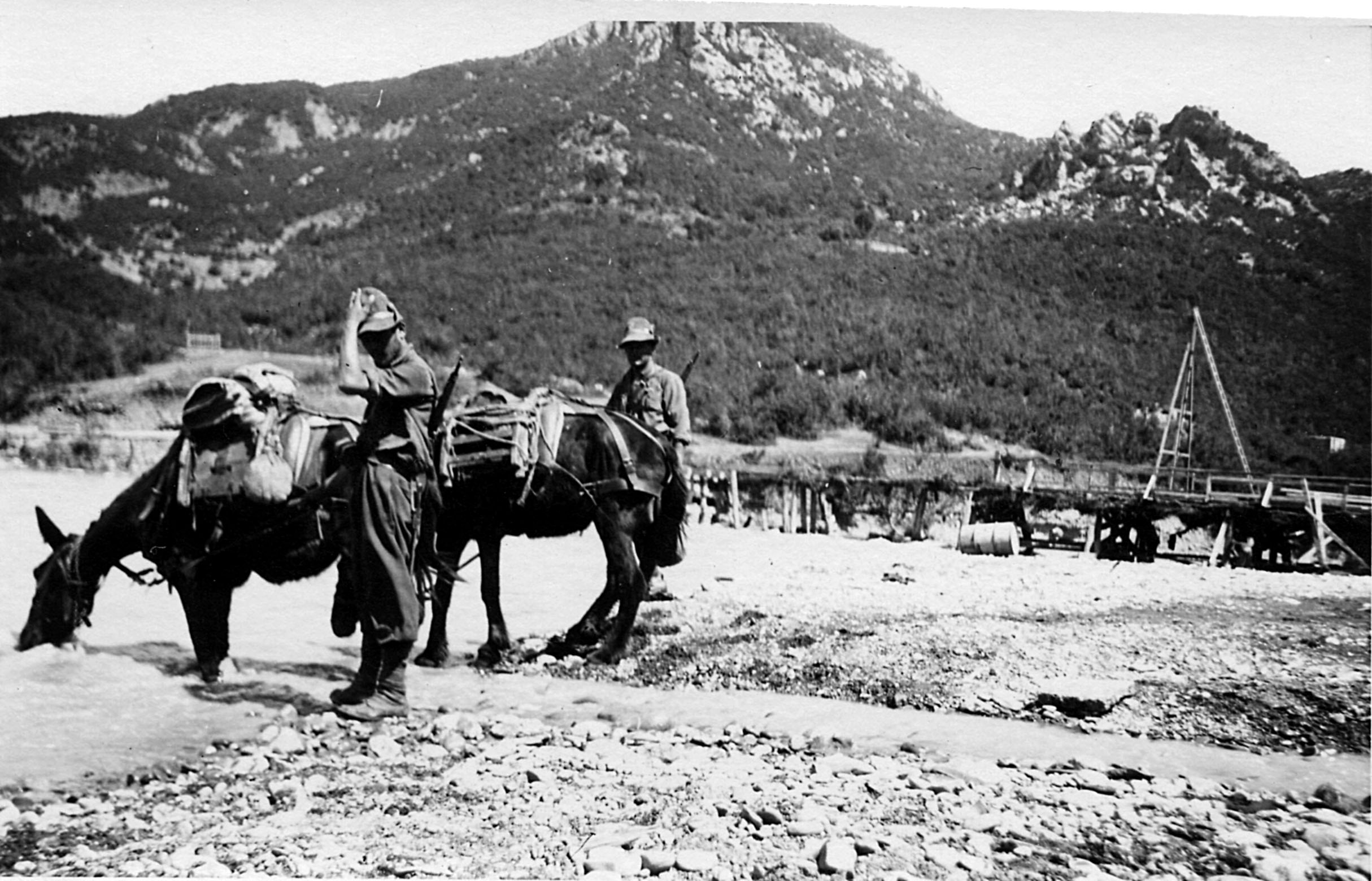
Abbeverata sul fiume Vojussa

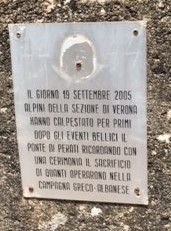
Targa posta nel 2005 sul ponte di Perati

Sul ponte di Perati è un canto alpino della Brigata alpina "Julia" che nel 1940 fu impegnata nella campagna di Grecia.
Il testo e la melodia riprendono quelli di un noto canto alpino composto alla fine della Prima guerra mondiale, dedicato al ponte di Bassano ("Sul Ponte di Bassano/bandiera nera/è il lutto degli Alpini/che va a la guerra"); in entrambi i canti, l'immagine del ponte evoca un punto di non ritorno. Bassano è attraversata dal fiume Brenta, e le due parti della città sono collegate da un caratteristico ponte di legno (progettato nel 1569 da Andrea Palladio), noto anche come "Ponte degli Alpini" per il transito di truppe alpine inviate nell'estate del 1916 per la difesa dell'Altipiano di Asiago. 
Nell'ottobre 1940, durante la seconda guerra mondiale, l'Italia invase la Grecia, e il ponte di Perati nell'immaginario collettivo legato agli Alpini, rappresenta proprio l'ingresso in Grecia e l'abbandono del suolo albanese, ai tempi sotto l'occupazione dell'Italia fascista.
Successivamente, la melodia è stata riutilizzata da Nuto Revelli, alpino reduce dal fronte russo, per comporre Pietà l'è morta, uno dei più noti canti partigiani.

## Testo
Sul ponte di Perati

bandiera nera:

l'è il lutto degli Alpini

che va a la guera.
L'è il lutto della Julia

che va a la guera

la meglio gioventù

che va sot'tera.
Sull'ultimo vagone
l'è l'amor mio

col fazzoletto in mano

mi dà l'addio.
Col fazzoletto in mano

mi salutava

e con la bocca i baci

la mi mandava.
Queli che son partiti

non son tornati

sui monti della Grecia

sono restati.
Sui monti della Grecia

c'è la Vojussa

del sangue degli Alpini

s'è fatta rossa.
Un coro di fantasmi

vien zo dai monti:

l'è il coro de li Alpini

che son morti.
Gli Alpini fan la storia,

la storia vera:

l'han scritta con il sangue

e la penna nera.
Alpini della Julia

in alto il cuore:

sul ponte di Perati

c'è il tricolore!